# Primeiros discípulos de Jesus

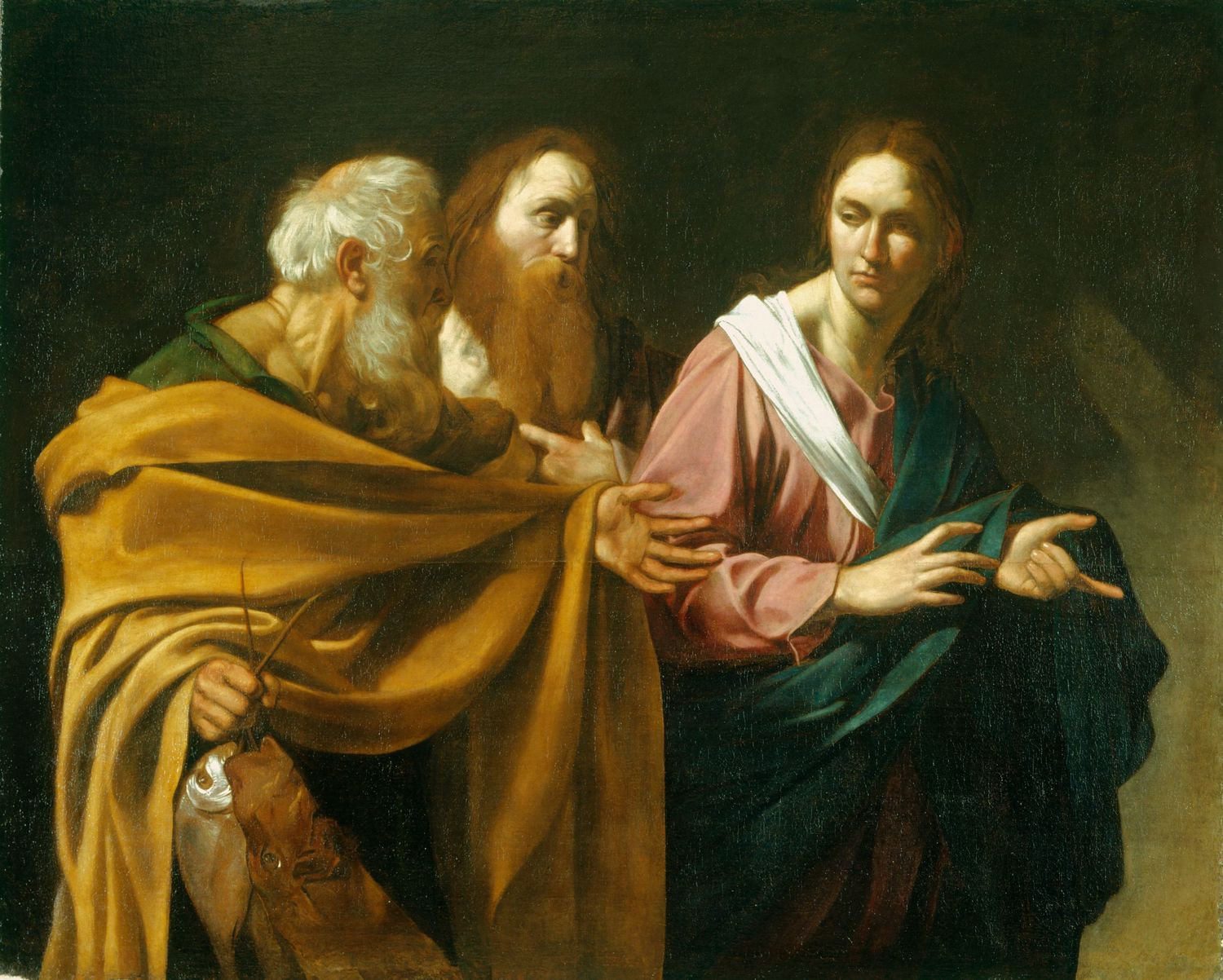
O chamado de Pedro e André.
Por Caravaggio, na Royal Collection, em Londres.

O chamado dos primeiros discípulos de Jesus é um episódio chave da Vida de Jesus no Novo Testamento. Ele aparece em Mateus 4:18–22, Marcos 1:16–20 e Lucas 5:1–11, sempre no Mar da Galileia. João 1:35–51 relata o primeiro encontro com dois discípulos (um deles André) um pouco antes, ainda durante a vida de João Batista, de quem eles seriam discípulos. Particularmente no Evangelho de Marcos, o começo do ministério de Jesus e o chamado dos primeiros discípulos são eventos inseparáveis.

## Narração nos evangelhos

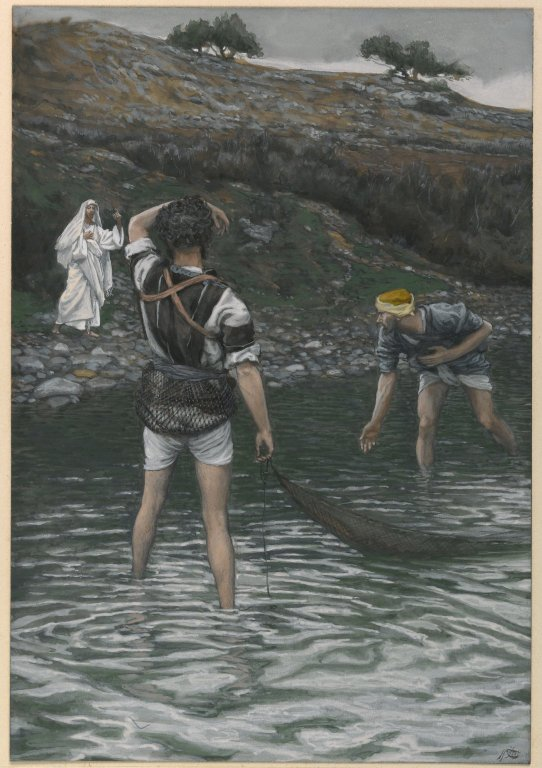
Chamado de Pedro e André.
1886-94. Por James Tissot, atualmente no Brooklyn Museum, em Nova Iorque.

No Evangelho de João, os primeiros discípulos são também discípulos de João Batista e um deles é identificado como sendo André, o irmão de Pedro:
| “ | «No dia seguinte João estava lá outra vez com dois de seus discípulos e, olhando para Jesus que passava, disse: Eis ali o Cordeiro de Deus! Os dois discípulos, ouvindo dizer isto, seguiram a Jesus. Voltando-se Jesus e vendo que eles o seguiam, perguntou-lhes: Que buscais? Disseram-lhe: Rabi (que quer dizer, Mestre), onde assistes? Ele respondeu: Vinde e vereis. Foram, pois, e viram onde assistia; e ficaram aquele dia com ele: era mais ou menos a hora décima. André, irmão de Simão Pedro, era um dos dois que ouviram João falar e que seguiram a Jesus.» (João 1:35–40) | ” |

O Evangelho de Mateus e o Evangelho de Marcos reportam também o chamado dos primeiros discípulos às margens do Mar da Galileia:
| “ | «Andando ao longo do mar da Galileia, viu dois irmãos, Simão, também chamado Pedro, e André, lançarem a rede ao mar; porque eram pescadores. Disse-lhes: Segui-me, e eu vos farei pescadores de homens. Imediatamente eles deixaram as redes, e o seguiram.» (Mateus 4:18–22) | ” |

O Evangelho de Lucas relata o chamado também, mas juntamente com a primeira pesca milagrosa.
Em todos os relatos evangélicos, este episódio ocorre sempre após o Batismo de Jesus. O ajuntamento dos discípulos de Jesus em João segue os padrões de relacionamento entre mestre e discípulo que continuam no Novo Testamento, nos quais aqueles que recebem o testemunho de outrem, se tornam por si também testemunhas de Jesus. André segue Jesus por causa do testemunho de João Batista, Filipe traz Natanael e padrão continua em João 4:4–26, onde a samaritana no poço testemunha ao povo da cidade sobre Jesus.